# Policlinico militare di Roma

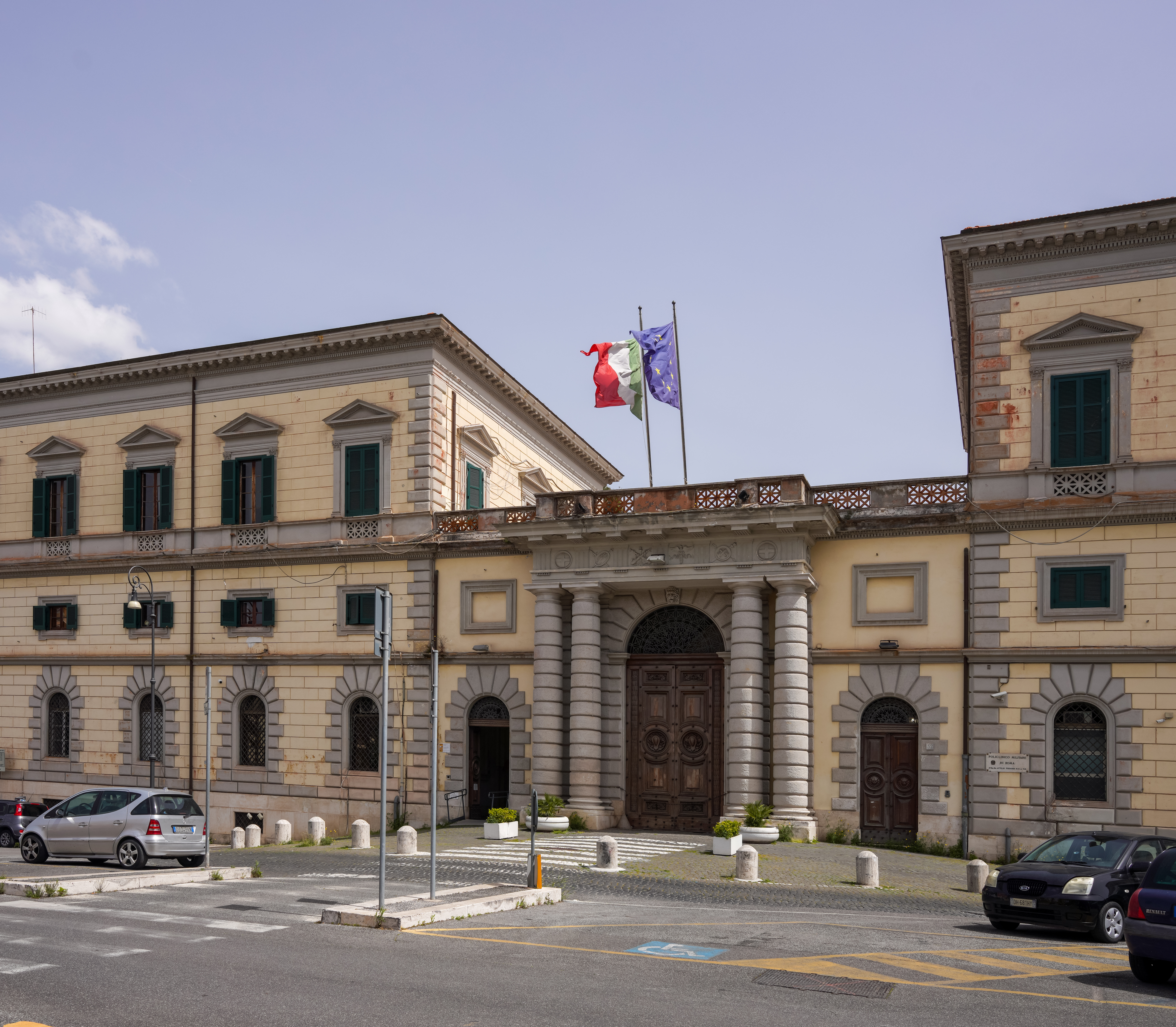
Policlinico militare del Celio

Das Policlinico militare di Roma “Attilio Frigeri”, auch bekannt als Policlinico militare del Celio, ist das zentrale Militärkrankenhaus der italienischen Streitkräfte. Es befindet sich in der italienischen Hauptstadt Rom, im Stadtteil Celio, an der Piazza Celimontana 50, wenige hundert Meter südöstlich des Kolosseums.
Das Krankenhaus gehört zum Zuständigkeitsbereich des Generalinspekteurs des militärischen Sanitätswesens und wird vom Sanitätsdienst des Heeres mit Unterstützung der anderen Teilstreitkräfte betrieben. Es verfügt über 13 Abteilungen. Das Krankenhaus dient der medizinischen Versorgung von Soldaten aller Teilstreitkräfte und bei Bedarf auch von Zivilisten. Im Auslandseinsatz verwundete italienische Soldaten werden vorwiegend in diesem Krankenhaus behandelt oder von dessen Personal auch im Ausland medizinisch versorgt.
Das Krankenhaus wurde im Jahr 1873 provisorisch in einem Konvent eingerichtet. Der noch heute genutzte Gebäudekomplex wurde zwischen 1885 und 1891 errichtet.